# Sigolsheim
Sigolsheim – miejscowość i dawna gmina we Francji, w regionie Grand Est, w departamencie Górny Ren. W 2013 roku jej populacja wynosiła 1227 mieszkańców. 
W dniu 1 stycznia 2016 roku z połączenia trzech ówczesnych gmin – Kaysersberg, Kientzheim oraz Sigolsheim – utworzono nową gminę Kaysersberg-Vignoble. Siedzibą gminy została miejscowość Kaysersberg. 